# Gemünden am Main
Gemünden am Main, Gemünden a.Main – miasto w Niemczech, w kraju związkowym Bawaria, w rejencji Dolna Frankonia, w regionie Würzburg, w powiecie Main-Spessart, siedziba wspólnoty administracyjnej Gemünden am Main, do której jednak miasto nie należy. Leży ok. 12 km na północny zachód od Karlstadt, nad ujściem Sinn i Soławy Frankońskiej do Menu, przy drodze B26 i liniach kolejowych Würzburg - Fulda/Frankfurt nad Menem i Gemünden am Main - Bad Kissingen.

## Dzielnice
W skład miasta wchodzą następujące dzielnice: 
- Adelsberg
- Aschenroth
- Harrbach
- Hofstetten
- Hohenroth
- Kleinwernfeld
- Langenprozelten
- Neutzenbrunn
- Reichenbuch
- Schaippach
- Schönau
- Seifriedsburg
- Wernfeld
- Massenbuch

## Współpraca
Miejscowości partnerskie:
- Duiven, Holandia
- Nals, Włochy
- Zella-Mehlis. Turyngia

## Zabytki i atrakcje
- ruiny zamku Scherenberg
- Muzeum Filmu i Zdjęć (Film-Photo-Ton Museum)

## Osoby urodzone w Gemünden am Main
- Hans Michelbach (ur. 1949) – polityk CSU

## Galeria

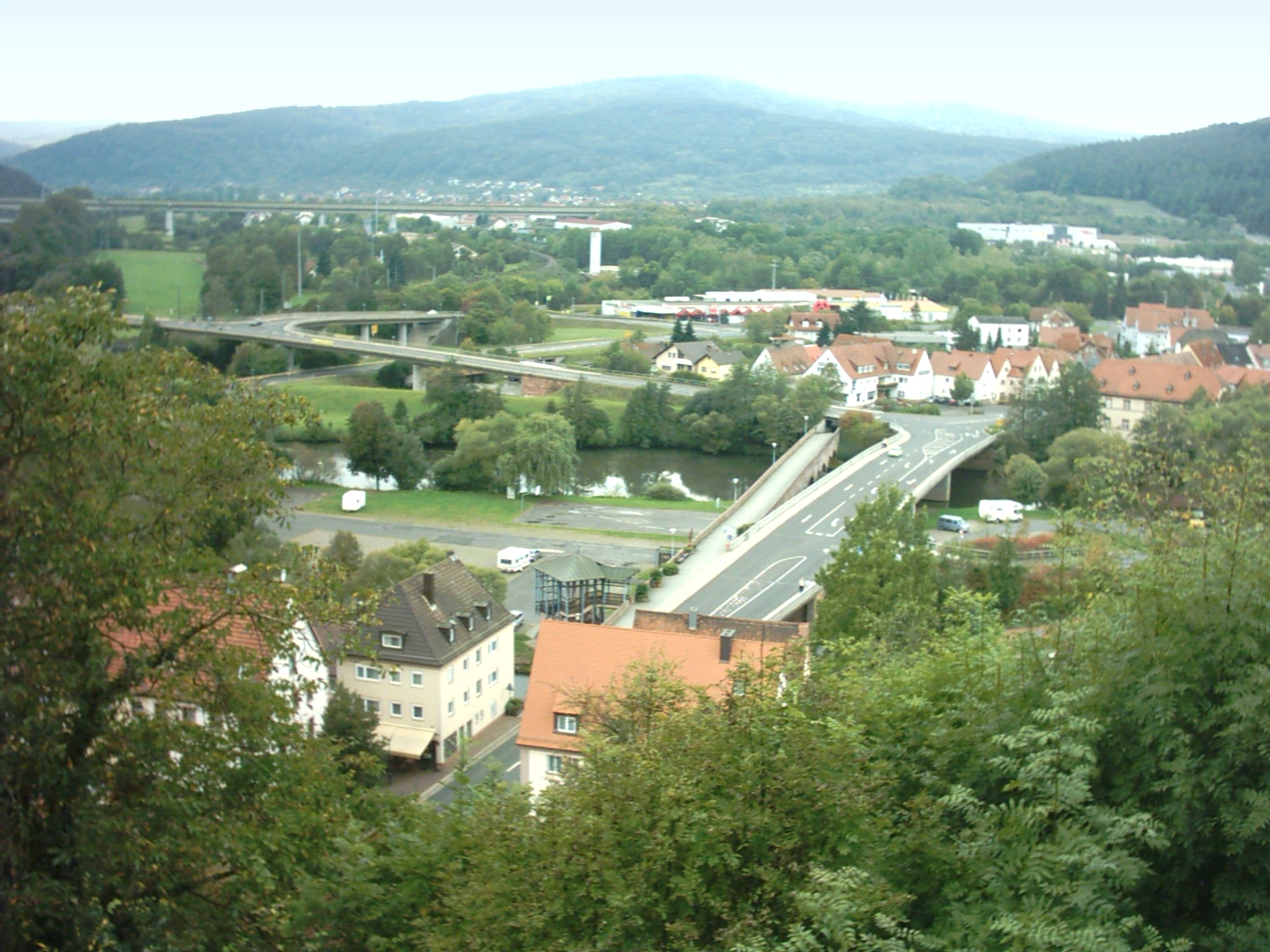
Stary i nowy most
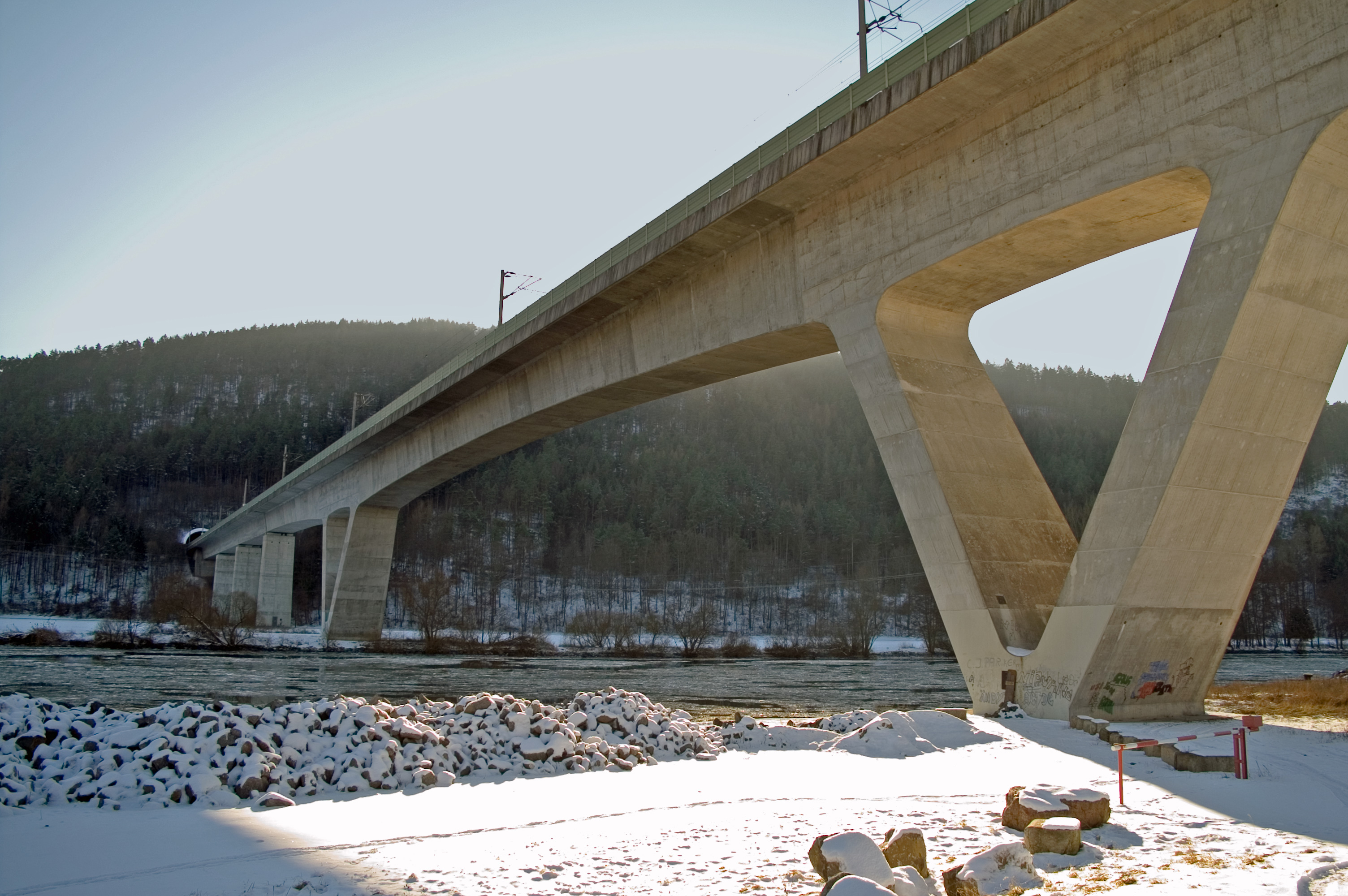
Most nad Menem
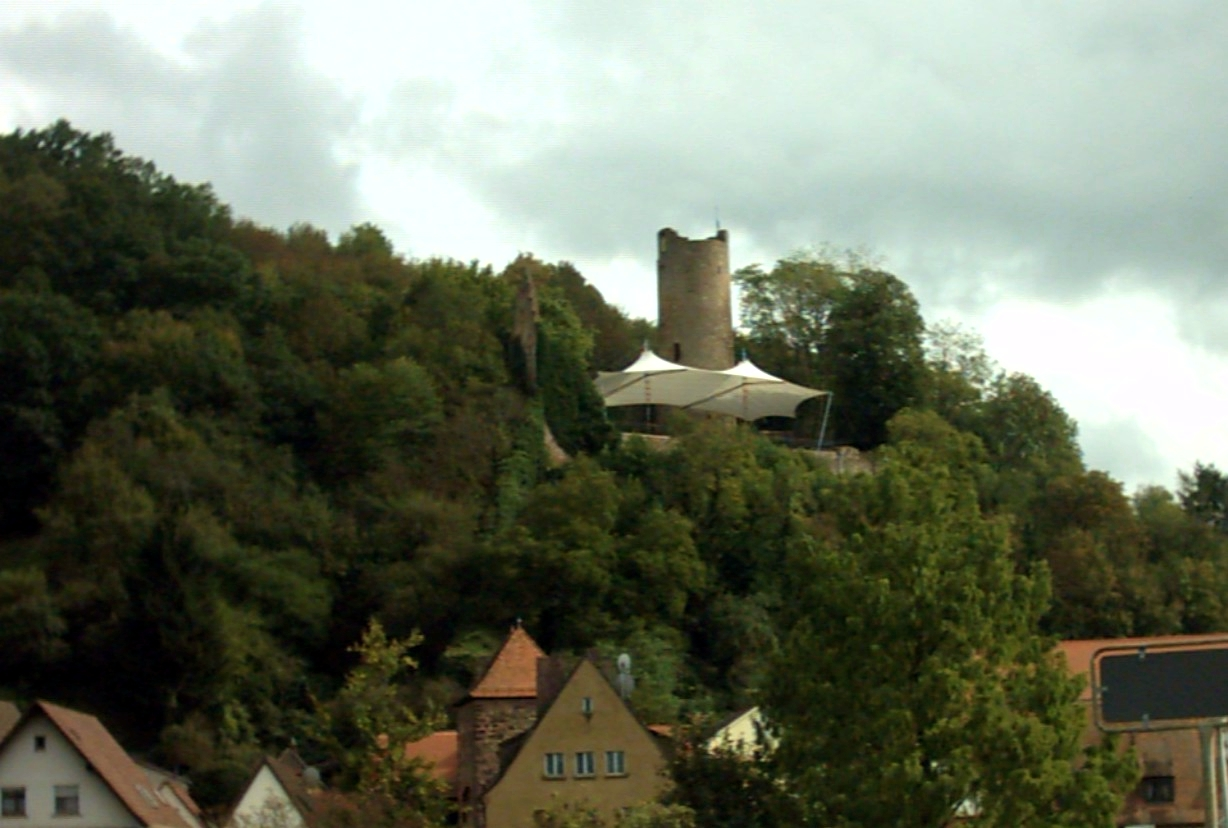
Ruiny Scherenburg